# Liste der Kellergassen in Rohrau
Die Liste der Kellergassen in Rohrau führt die Kellergassen in der niederösterreichischen Gemeinde Rohrau an.

Außerdem wird von der zur Gemeinde Rohrau gehörenden Ortschaft Hollern aus ein beidseitiges Kellergassensystem benutzt, das etwa 400 m südlich von Hollern in Hügellage und an einer Geländekante liegt. Die Kellergasse besteht aus 29 Gebäuden und hat eine Länge von 200 Metern. Die älteste Datierung geht auf das Jahr 1788 zurück. Diese Kellergasse befindet sich jedoch nicht innerhalb der Gemeinde Rohrau, sondern liegt auf dem Gebiet der burgenländischen Gemeinde Parndorf, deren Hauptort sich etwa 8 km weiter südlich befindet.
| Foto |                 | Kellergasse      | Standort               | Beschreibung |
| ---- | --------------- | ---------------- | ---------------------- | --- |
| ja   | Datei hochladen | „Brucker Straße“ | KG: Pachfurth Standort | Die Kellergasse ist ein einseitiges Kellergassensystem an einer Geländekante. Sie besteht aus 45 Gebäuden und hat eine Länge von 300 Metern. Die älteste Datierung geht auf das Jahr 1747 zurück. |

| Foto:                    | Fotografie der Kellergasse (Gesamtheit). Klicken des Fotos erzeugt eine vergrößerte Ansicht. Daneben finden sich zwei Symbole: \| Weitere Bilder vorhanden \| Das Symbol bedeutet, dass weitere Fotos des Objekts verfügbar sind. Durch Klicken des Symbols werden sie angezeigt. \| \| Eigenes Foto hochladen \| Durch Klicken des Symbols können weitere Fotos des Objekts in das Medienarchiv Wikimedia Commons hochgeladen werden. \| |
| Name:                    | Bezeichnung der Kellergasse |
| Standort:                | Es ist die Katastralgemeinde (KG) angegeben. Durch Aufruf des Links Standort wird die Lage der Kellergasse in verschiedenen Kartenprojekten angezeigt. |
| Beschreibung             | Kurze Beschreibung der Kellergasse |
| Weitere Bilder vorhanden | Das Symbol bedeutet, dass weitere Fotos des Objekts verfügbar sind. Durch Klicken des Symbols werden sie angezeigt. |
| Eigenes Foto hochladen   | Durch Klicken des Symbols können weitere Fotos des Objekts in das Medienarchiv Wikimedia Commons hochgeladen werden. |